# Homme de Solo
L'Homme de Solo est le nom donné à un ensemble de fossiles appartenant à l'espèce Homo erectus, découverts depuis 1931 sur plusieurs sites bordant le fleuve Solo, dans l'Est de Java, en Indonésie. Ces fossiles sont les plus récents représentants connus de l'espèce Homo erectus. La dernière étude de datation, publiée en 2019, donne aux fossiles trouvés à Ngandong un âge d'environ 112 000 ans.

## Historique
Les premiers vestiges fossiles de l'Homme de Solo ont été découverts en 1931 par le néerlandais C. ter Haar sur le site de Ngandong, un village du kabupaten de Blora situé au bord du fleuve Solo, dans la province de Java oriental.
En 1932, le néerlandais W. F. F. Oppenoorth attribua les fossiles trouvés à la nouvelle espèce Javanthropus soloensis. Ce nom de genre fut réintégré dans les années 1960 dans le genre Homo, en compagnie du Pithécanthrope, du Sinanthrope, et de quelques autres, et on parla alors d'Homo soloensis, puis d'Homo erectus soloensis.
Dans le dernier quart du XXe siècle, certains chercheurs ont classé l'Homme de Solo comme une sous-espèce d'Homo sapiens, sous le nom d'Homo sapiens solensis, et ont vu en lui l'ancêtre des Aborigènes d'Australie modernes, conformément à la théorie de l'origine multirégionale de l'homme moderne. Cette vision a été réfutée dès 1992.

## Description
Comme les autres représentants de l'espèce Homo erectus trouvés à Java et en Chine, l'Homme de Solo était de petite taille. Les fossiles de Ngandong montrent cependant une capacité crânienne accrue par rapport aux spécimens plus anciens.
L'analyse de 18 crânes provenant de Sangiran, Trinil, Sambungmacan et Ngandong par une équipe japonaise en 2008 a montré l'évolution morphologique d'Homo erectus entre la période Bapang-AG de Sangiran (la plus ancienne) et celle de Ngandong (la plus récente), en passant par Sambungmacan. Cette étude réaffirme qu'Homo erectus s'est finalement éteint à Java sans descendance, et donc sans avoir contribué à l'ascendance de l'Homme moderne dans la région ni en Australie. 

## Culture
L'Homme de Solo a fabriqué des outils avancés, ce qui montre qu'Homo erectus a su participer aux innovations techniques du Paléolithique moyen.

## Datation
Les fossiles de Ngandong ont été datés de 53 000 à 27 000 ans en 1996, et on a pensé alors que l'Homme de Solo avait probablement côtoyé Homo sapiens.
En 2011, une étude a donné aux mêmes fossiles un âge minimum de 143 000 ans et un âge probable d'au moins 550 000 ans, excluant ainsi tout contact avec l'Homme moderne.
En décembre 2019, une nouvelle étude géologique du site de Ngandong encadre l'âge des couches ayant livré les fossiles humains entre 117 000 et 108 000 ans avant le présent.

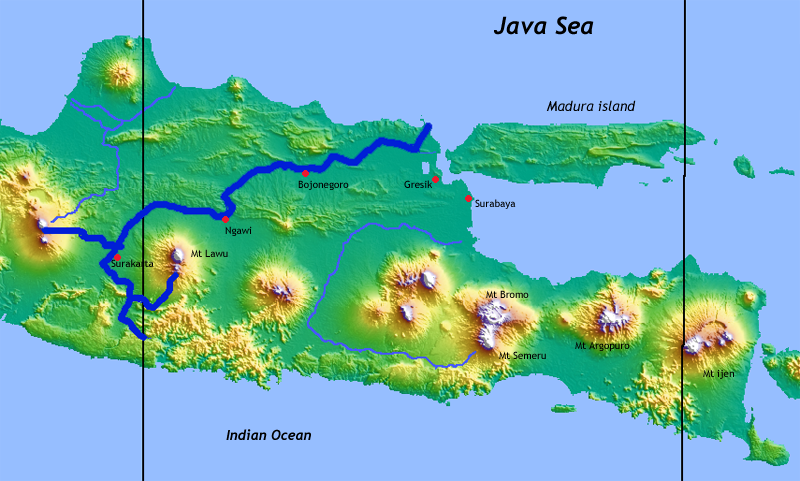
Carte topographique du fleuve Solo

## Liste des fossiles attribués

### Ngandong
- Découverte initiale[6] :
  - Découverte : 1931-1933 par C. ter Haar et W. F. F Oppenoorth
  - Description : 1932 par W. F. F Oppenoorth
  - Fossiles : Ngandong 1 à 7

- Découvertes ultérieures :
  - Découverte :
  - Fossiles : Ngandong 8 à 14

Les fossiles de Ngandong, à savoir 12 crânes ou fragments crâniens (d'une capacité moyenne estimée de 1 135 cm3) et 2 fragments de tibias, sont datés de 117 000 à 108 000 ans.

### Sambungmacan
- Découverte :
- Fossiles : Sambungmacan 1 à 4

## Analyse
En subsistant à Java jusqu'au Pléistocène supérieur, l'Homme de Solo a probablement pu côtoyer des Dénisoviens.
Homo sapiens est aujourd'hui attesté au Laos par un fragment de crâne daté de 63 000 ans, et à Sumatra par deux dents datées d'environ 68 000 ans. Il manque, d'après le registre fossile connu à ce jour, un peu plus de 40 000 ans pour rendre envisageable qu'Homo sapiens ait pu rencontrer l'Homme de Solo en Asie du Sud-Est.